# Presencia de mercurio en mamíferos marinos
El envenenamiento por mercurio es evidente en los mamíferos marinos cuyos tejidos han sido analizados. La presencia de mercurio en mamíferos marinos es debida a la acumulación de mercurio en su organismo, a menudo como metilmercurio, un compuesto orgánico del mercurio que es sumamente tóxico. El mercurio como otros compuestos metálicos es soluble en agua ácida y por lo tanto se mueve fácilmente a través de los medios acuáticos, acumulándose desde los sedimentos del fondo hacia las especies de mamíferos marinos por bioacumulación y biomagnificación del metilmercurio. Además, el consumo de carne de mamíferos marinos por las madres embarazadas puede inducir problemas neurológicos en sus hijos.

## Presencia de mercurio en mamíferos marinos
Las concentraciones de mercurio en sangre y músculo de elefantes marinos adultos del norte (Mirounga angustirostris) cambian de manera importante durante el ciclo anual en asociación a fases vitales relevantes, como la cría, los viajes para buscar alimento y los periodos de ayuno: los cambios en la concentración de mercurio varían entre un 14% y más del 100% dependiendo de las anteriores fases del ciclo anual, independientemente de la exposición al Hg.
La pérdida de hielo marino y los cambios en los ecosistemas asociados influyen en el transporte y el destino del mercurio en el Ártico, lo cual conduce a una mayor absorción biológica de este elemento neurotóxico., Los narvales carecen de una capacidad fisiológica eficiente para eliminar los contaminantes.,
En narvales (Monodon monoceros) el mercurio aumentó de forma logarítmica y lineal en un 0,3%/año (R2 = 0,27, p < 0,001; n = 48 años) y en un 1,9%/año después del año 2000, donde hubo una clara desviación de la tendencia histórica. Del mismo modo, el promedio de mercurio aumentó log-linealmente con la edad en un 0,7%/año (R2 = 0,44, p < 0,001; n = 48 años). La deposición anual acumulada de mercurio en los colmillos a lo largo de toda la vida fue lineal en todos los individuos, y los valores máximos alcanzaron hasta 400 ng/g en los animales más viejos.
Los niveles de mercurio aumentaron durante el periodo 1962-1990 probablemente debido a la ingesta de fletán negro de alto nivel trófico y alto contenido de mercurio. Los niveles de mercurio durante la década de 1990 se estabilizaron a medida que la cubierta de hielo marino disminuía y las presas pelágicas, relativamente más bajas en mercurio, comenzaron a dominar la dieta del narval. Este patrón de concentraciones de mercurio estables o en ligero descenso continuó hasta el año 2000, tras lo cual las concentraciones aumentaron rápidamente.
Estos resultados son compatibles con los obtenidos en estudios del zorro ártico (Vulpes lagopus) y los osos polares (Ursus maritimus), los cuales han mostrado igualmente un aumento mayor de lo esperado de los niveles de mercurio en los tejidos en las últimas dos décadas.  Es factible que la pérdida de hielo marino inducida por el cambio climático pueda influir en la bioacumulación de mercurio en las redes alimentarias del Ártico a través de cambios en la distribución, el transporte, la oxidación y las tasas de metilación del mercurio; cambios en la productividad primaria; y cambios en la estructura de las redes alimentarias.
En general, la tasa de aumento del mercurio a lo largo del tiempo en el estudio de los narvales fue similar a la encontrada en las ballenas beluga (Delphinapterus leucas, periodo 1885-1997) de la misma zona, el pelo de los osos polares (Ursus maritimus, período 1898-2008), y las plumas de tres especies de aves de presa (período 1850-2004), lo que sugiere un patrón consistente a través de las especies en esta región del Ártico.
La contaminación mercurial de los océanos tiene alcance mundial, con un incremento de las concentraciones de metilmercurio en la zona mesopelágica (200 - 1000 m) más rápido que en las aguas superficiales. Como resultado, los ejemplares de elefante marino del norte (Mirounga angustirostris) que se alimentan mediante buceos profundos y buscan alimento en zonas alejadas de la costa presentan mayores concentraciones de mercurio, en comparación con los elefantes marinos del norte que prefieren alimentarse también en zonas alejadas de la costa pero mediante buceos poco profundos, que tienen menores niveles de mercurio. Los elefantes marinos del norte que suelen alimentarse cerca de la costa son los que menor concentración de mercurio presentan.
Aunque los valores de referencia de la toxicidad del mercurio para los mamíferos marinos son difíciles de establecer, el 99% de los elefantes marinos estudiados excedieron el umbral utilizado en neurología clínica de 0.21 micro-gramos por gramo de sangre para los mamíferos marinos, valor que está basado en los umbrales desarrollados para los seres humanos. El riesgo de envenenamiento por mercurio en los predadores marinos que se alimentan en la zona mesopelágica va a incrementarse debido al aumento pronosticado de las concentraciones de mercurio en los mares y océanos de la tierra, incluso en el caso de que las emisiones de mercurio de origen antrópico se detuvieran.